# Glasögonorm
Glasögonormen eller indisk kobra (Naja naja) är en kobraart som lever i ett område som sträcker sig från västra Asien över Indien, Sri Lanka och sydöstra Asien till Filippinerna. En glasögonorm kan bli drygt 2 meter lång. Kobrorna tillhör släktet Elapidae.
Ormtjusare använder ofta glasögonormen på grund av dess vackra glasögonliknande nackmönster, som blir tydligt framträdande då ormen breder ut sin så kallade hals- och nacksköld. Ormtjusarna förlägger sin föreställningar på dagen, då ormarna är relativt obenägna att hugga. 
Det hävdas att omkring 10 000 dödsfall inträffar årligen bland människor bara i Indien. Denna siffra torde dock vara något överdriven eftersom man ofta skyller okända dödsfall just på ormbett. Man har uppskattat att ungefär vart tionde bett från glasögonormen leder till döden. Arten har ett mycket kraftigt nervgift som förlamar livsviktiga organ såsom bland annat lungor och hjärta. 
Ökad tillgång på serum mot ormgifter har dock lett till att dödligheten i samband med ormbett minskat i många länder.